# Den Blå Lotus
Den Blå Lotus (fransk originaltitel Le Lotus bleu) er det femte album i tegneserien om Tintins oplevelser. Det er skrevet og tegnet af den belgiske tegneserieskaber Hergé og blev første gang udgivet i den katolske konservative avis Le Petit Vingtième fra august 1934 til oktober 1935, og udkom derefter i sort-hvid albumform. Det var først ved albumudgivelsen, at historien fik titlen Den Blå Lotus, under udgivelsen i Le Petit Vingtiéme havde titlen været Tintins oplevelser i Fjernøsten. En farvelagt version udkom i albumform i 1946.

## Handling
Historien fortsætter plottet hvor det foregående album Faraos cigarer slap. Tintin rejser til Shanghai i Kina, og modtages af "Dragens Sønner", et hemmeligt selskab der bekæmper udbredelsen af opium i Kina. Tintins værste fjende bliver japaneren Mitshuirato, som ejer "Den Blå Lotus", en opiumshule. Mitsuhirato er både ansvarlig for opiumsmugling, og samtidig hemmelig agent for det japanske militær, der planlægger en invasion af Kina. Blandt hans våben er "vanvidsgiften", som også var med i det foregående album Faraos Cigarer.
Mitsuhirato og hans folk sprænger en jernbane i luften, og det japanske militær udnytter episoden til at foretage en invasion af Kina. Tintin bliver eftersøgt af japanerne, udleveret af en korrupt europæisk politichef, og undgår kun med nød og næppe henrettelse. Samtidig forsøger Tintin at befri professor Fan Se-Jeng, som han håber kan opfinde en modgift mod Vanvidsgiften, men som Mitsuhiratos folk har bortført. Under en oversvømmelse redder Tintin en ung kinesisk dreng, Chang Chong-Jen, som hjælper ham med i sidste ende at besejre Mitsuhirato og hans mænd. Samtidig afsløres det, at jernbane sprængningen var udført af japanske agenter, og Japan må trække sine tropper ud af Kina.
Flere Tintin-album var i deres oprindelige form baseret på tidsaktuelle begivenheder. I de senere versioner valgte Hergé ofte at fjerne disse, men det skete ikke for Den Blå Lotus, som kun blev meget begrænset omredigeret ved omlæggelsen til albumform i 1946. Episoden med japanske agenters sprængning af en jernbane fandt sted i virkeligheden stort set som beskrevet i albummet i form af Mukden episoden i 1931, der blev brugt som påskud for Japans besættelse af Manchuriet (selvom Hergé flytter hændelsen til at ske tæt på Shanghai). Debatten i Folkeforbundet der afbildes i slutningen af albummet, er en henvisning til Lytton-kommissionen der skarpt kritiserede Japans fremfærd i Kina, og medførte at Japan i protest forlod Folkeforbundet i 1932.

## Placering i forfatterskab
Den Blå Lotus udgør på mange måder et vendepunkt for Tintin-serien og dens tegner, Hergé. For det første gang udgør albummet en egentlig historie, med flere parallelle fortællinger, fremfor bare en lang serie af løst sammenhængende gags. Hertil kommer den store omhu der fra og med dette album, lægges i præcision, detaljeringsgrad og realisme i alle tegninger. En vigtig årsag til dette, var Hergé møde med den unge kinesiske studerende Zhang Chongren. Zhang besøgte Hergé og hans kone hver søndag i over et år, og introducerede Hergé til kinesisk historie, kultur, kunst og arkitektur. Han tegnede ligeledes meget af den kinesiske kalligrafi, som ses på bannere og plakater i albummet (de arabiske skrifttegn i Faraos cigarer havde været krusseduller, Hergé selv havde lavet uden kendskab til arabisk skrift).
Politisk sås også et skifte fra de tidligere album hvor Tintin under besøg i Sovjetunionen, den belgiske koloni Congo samt Amerika, havde kommenteret disse lande ud fra den stærkt konservative katolske linje, der var lagt fra hans udgivere Le Petit Vingtieme. Den respektfulde og nuancerede beskrivelse af Kina, kinesere og kinesisk kultur var usædvanlig for en tid, hvor de ikke-europæiske dele af verden stadig blev bredt betragtet som uhjælpeligt tilbagestående, hvis ikke ligefrem primitive og barbariske. Den harske kritik der blev rettet mod Japan, var ligeledes usædvanlig, og medførte officielle protester fra japanske diplomater i Belgien, såvel som bebrejdelser fra højtstående officerer i Belgiens hær. Ligeledes var der hård kritik af de "internationale zoner" i Kina, der blev beskrevet som styret af bundkorrupte og racistiske, europæiske embedsmænd og forretningsmænd.
Den Blå Lotus er med på listen over De 100 vigtigste bøger i det 20. århundrede ifølge den franske avis Le Monde.

## Nogle franske udgaver
- 1934-1935: Les aventures de Tintin en Extême-Orient, fortsat serie i Le Petit Vingtième nr. 32, 9. august 1934[2] – nr. 42, 17. oktober 1935.[3]. 124 tegneseriesider i sort-hvid.
- 1935-1937: Tintin et Milou en Orient / Extrême-Orient, fortsat serie i Cœurs Vaillants nr. 47, 24. november 1935[4] – nr. 4, 24. januar 1937.[5]
- 1936: Les aventures de Tintin reporter en Extême-Orient – Le Lotus bleu, album fra Casterman. 124 tegneseriesider i sort-hvid.[6]
- 1946: Les Aventures de Tintin – Le Lotus bleu, farvealbum fra Casterman. 62 tegneseriesider.[6]

## Danske udgaver
Føljetoner
- 1964-1965: DEN BLÅ LOTUS. Fortsat serie i Politiken nr. 298, tirsdag 28. juli 1964 – nr. 217, lørdag 8. maj 1965.
- 1974-1975: Den blå lotus. Fortsat serie i Politiken nr. 262, søndag 23. juni 1974 – nr. 329, søndag 31. august 1975.

Album
- 1975: Tintins oplevelser nr. 21 (gammel standardudgave). Den blå lotus. Carlsen, ISBN 87-562-0432-9.[7]
- 1987: Albumklubben Comics nr. 14. Tintins oplevelser: Den blå lotus. ISBN 87-7708-024-6.[8]
- 1994: Tintins oplevelser (dobbeltbind) Faraos cigarer & Den blå lotus med ekstramateriale. Totalt 160 sider, indbundet. ISBN 87-562-6151-9.[9]
- 2006: Tintins oplevelser (retroudgave). Den Blå Lotus. 2. udgave. Carlsen Comics, ISBN 978-87-626-7782-1. Fra 2. oplag: Cobolt, ISBN 978-87-7085-273-9.[10]
- 2007: Tintins oplevelser nr. 4. Den Blå Lotus. Carlsen minicomics, ISBN 978-87-626-0787-3.[11]
- 2012: Tintins oplevelser (ny standardudgave). Den Blå Lotus. Cobolt, ISBN 978-87-7085-462-7.[12]
- 2014: Reporteren Tintins oplevelser (fundamentalistisk retroudgave). Den Blå Lotus. Cobolt, ISBN 978-87-7085-516-7.[13]